# Roeselia formosana
Roeselia formosana är en fjärilsart som beskrevs av Alfred Ernest Wileman och Reginald James West 1928.
Roeselia formosana ingår i släktet Roeselia och familjen trågspinnare. Inga underarter finns listade.